# Short track ai IX Giochi asiatici invernali - 500 metri femminile
La specialità dei 500 metri femminili di short track degli IX Giochi asiatici invernali si è svolta il 7 e 8 febbraio 2025 allo Heilongjiang Multifunctional Hall di Harbin, in Cina.

## Risultati
Legenda
- PEN — Penalità
- q — Qualifificato per il tempo

### Batterie
| Rank | Batteria | Atleta                   | Nazione       | Tempo    | Note  |
| ---- | -------- | ------------------------ | ------------- | -------- | ----- |
| 1    | 1        | Zhang Chutong            | Cina          | 43.759   | Q     |
| 2    | 1        | Rina Shimada             | Giappone      | 44.106   | Q     |
| 3    | 1        | Zeinep Kumarkan          | Kazakistan    | 45.420   | Q     |
| 4    | 1        | Punpreeda Prempreecha    | Thailandia    | 48.488   |       |
| 5    | 1        | Suvarnika Radhakrishnan  | India         | 1:11.366 |       |
| 1    | 1        | Fan Kexin                | Cina          | 43.744   | Q     |
| 2    | 2        | Lee So-yeon              | Corea del Sud | 43.817   | Q     |
| 3    | 2        | Yana Khan                | Kazakistan    | 43.929   | Q     |
| 4    | 2        | Yuki Ishikawa            | Giappone      | 44.860   | q     |
| 5    | 2        | Varsha Puranik           | India         | 53.888   |       |
| 1    | 3        | Choi Min-jeong           | Corea del Sud | 43.321   | Q, GR |
| 2    | 3        | Lam Ching Yan            | Hong Kong     | 45.868   | Q     |
| 3    | 3        | Alyssa Pok               | Singapore     | 46.728   | Q     |
| 4    | 3        | Chang Wan-ting           | Taipei cinese | 48.178   |       |
| 5    | 3        | Ashley Chin              | Malaysia      | 53.100   |       |
| 1    | 4        | Kim Gil-li               | Corea del Sud | 44.644   | Q     |
| 2    | 4        | Thanutchaya Chatthaisong | Thailandia    | 46.295   | Q     |
| 3    | 4        | Chung Hsiao-ying         | Taipei cinese | 46.411   | Q     |
| 4    | 4        | Battulgyn Gereltuyaa     | Mongolia      | 48.136   |       |
| 5    | 4        | Nicole Law               | Hong Kong     | 49.678   |       |
| 1    | 5        | Wang Xinran              | Cina          | 44.103   | Q     |
| 2    | 5        | Malika Yermek            | Kazakistan    | 44.286   | Q     |
| 3    | 5        | Haruna Nagamori          | Giappone      | 45.103   | Q     |
| 4    | 5        | Amelia Chua              | Singapore     | 49.332   |       |
| 5    | 5        | Sravana Murthy           | India         | 51.383   |       |

### Quarti di finale
| Rank | Batteria | Atleta                   | Nazione       | Tempo  | Note  |
| ---- | -------- | ------------------------ | ------------- | ------ | ----- |
| 1    | 1        | Choi Min-jeong           | Corea del Sud | 43.318 | Q     |
| 2    | 1        | Malika Yermek            | Kazakistan    | 43.966 | Q     |
| 3    | 1        | Yuki Ishikawa            | Giappone      | 44.045 | q     |
| 4    | 1        | Lam Ching Yan            | Hong Kong     | 44.458 |       |
| 1    | 2        | Fan Kexin                | Cina          | 44.772 | Q     |
| 2    | 2        | Rina Shimada             | Giappone      | 44.873 | Q     |
| 3    | 2        | Thanutchaya Chatthaisong | Thailandia    | 45.043 |       |
| 4    | 2        | Alyssa Pok               | Singapore     | 46.872 |       |
| 1    | 3        | Zhang Chutong            | Cina          | 43.183 | Q, GR |
| 2    | 3        | Lee So-yeon              | Corea del Sud | 43.288 | Q     |
| 3    | 3        | Yana Khan                | Kazakistan    | 43.383 | q     |
| 4    | 3        | Chung Hsiao-ying         | Taipei cinese | 46.280 |       |
| 1    | 4        | Wang Xinran              | Cina          | 44.394 | Q     |
| 2    | 4        | Kim Gil-li               | Corea del Sud | 44.498 | Q     |
| 3    | 4        | Zeinep Kumarkan          | Kazakistan    | 44.577 |       |
| 4    | 4        | Haruna Nagamori          | Giappone      | 45.899 |       |

### Semifinale
| Rank | Batteria | Atleta         | Nazione       | Tempo    | Note   |
| ---- | -------- | -------------- | ------------- | -------- | ------ |
| 1    | 1        | Kim Gil-li     | Corea del Sud | 43.867   | QA     |
| 2    | 1        | Rina Shimada   | Giappone      | 43.931   | QA     |
| 3    | 1        | Zhang Chutong  | Cina          | 43.940   | QB     |
| 4    | 1        | Wang Xinran    | Cina          | 1:09.423 | ADVA   |
| -    | 1        | Yana Khan      | Kazakistan    | PEN      |        |
| 1    | 2        | Choi Min-jeong | Corea del Sud | 42.885   | QA, GR |
| 2    | 2        | Lee So-yeon    | Corea del Sud | 43.874   | QA     |
| 3    | 2        | Malika Yermek  | Kazakistan    | 43.994   | QB     |
| 4    | 2        | Fan Kexin      | Cina          | 44.058   | QB     |
| 5    | 2        | Yuki Ishikawa  | Giappone      | 44.932   | QB     |

### Finali

#### Finale B
| Class | Atleta        | Nazione    | Tempo  | Note |
| ----- | ------------- | ---------- | ------ | ---- |
| 6     | Zhang Chutong | Cina       | 44.084 |      |
| 7     | Yuki Ishikawa | Giappone   | 44.875 |      |
| 8     | Malika Yermek | Kazakistan | PEN    |      |
| 9     | Fan Kexin     | Cina       | DNS    | DNS  |

#### Finale A
| Class | Atleta         | Nazione       | Tempo  | Note |
| ----- | -------------- | ------------- | ------ | ---- |
| 1     | Choi Min-jeong | Corea del Sud | 43.016 |      |
| 2     | Kim Gil-li     | Corea del Sud | 43.105 |      |
| 3     | Lee So-yeon    | Corea del Sud | 43.203 |      |
| 4     | Wang Xinran    | Cina          | 43.274 |      |
| 5     | Rina Shimada   | Giappone      | 44.223 |      |